# Challenger de Guadalupe 2012
El torneo Orange Open Guadeloupe 2012 fue un torneo profesional de tenis. Perteneció al ATP Challenger Series 2012. Se disputó su 2ª edición sobre superficie dura, en Le Gosier, Guadalupe entre el 26 de marzo y el 1 de abril de 2013.

## Jugadores participantes del cuadro de individuales

### Cabezas de serie
| País                      | Jugador                | Rank1 | Favorito |
| ------------------------- | ---------------------- | ----- | -------- |
| Bandera de Bélgica        | Olivier Rochus         | 52    | 1        |
| Bandera de China Taipéi   | Yen-Hsun Lu            | 58    | 2        |
| Bandera de Estados Unidos | James Blake            | 69    | 3        |
| Bandera de Francia        | Édouard Roger-Vasselin | 89    | 4        |
| Bandera de Rusia          | Igor Kunitsyn          | 90    | 5        |
| Bandera de Francia        | Nicolas Mahut          | 92    | 6        |
| Bandera de Japón          | Tatsuma Ito            | 94    | 7        |
| Bandera de Francia        | Benoît Paire           | 96    | 8        |

- 1 Se ha tomado en cuenta el ranking del día 19 de marzo de 2012.

### Otros participantes
Los siguientes jugadores recibieron una invitación (wild card), por lo tanto ingresan directamente al cuadro principal:
- James Blake
- Gianni Mina
- Josselin Ouanna
- Olivier Rochus

Los siguientes jugadores ingresan al cuadro principal como alternantes:
- Sergei Bubka
- Pierre-Ludovic Duclos
- Gastão Elias
- Thomas Fabbiano
- Yuichi Sugita
- Mischa Zverev

Los siguientes jugadores ingresan al cuadro principal como exención especial:
- Maxime Authom

Los siguientes jugadores ingresan al cuadro principal tras disputar el cuadro clasificatorio:
- Daniel Evans
- Pierre-Hugues Herbert
- Ivo Klec
- Julien Obry

## Campeones

### Individual Masculino
Challenger de Guadalupe 2012 (individual masculino)
- David Goffin derrotó en la final a  Mischa Zverev, 6–2, 6–2

### Dobles
Challenger de Guadalupe 2012 (dobles masculino)
- Pierre-Hugues Herbert /  Albano Olivetti derrotaron en la final a  Paul Hanley /  Jordan Kerr, 7–5, 1–6, [10–7]